# Clint Eastwood (chanson)
Pour les articles homonymes, voir Eastwood et Clint Eastwood.
Singles de Gorillaz
19-2000
(2001)
Pistes de Gorillaz
New Genious (Brother) Man Research (Clapper)
Clint Eastwood est le premier single du groupe Gorillaz tiré de leur premier album studio, Gorillaz. Le morceau est nommé en hommage à l'acteur en raison des similitudes avec la bande originale du film Le Bon, la Brute et le Truand composée par Ennio Morricone,.
En live, les parties rappées ont d'abord été assurées par Del, mais le sont depuis 2005 par Phil Cypher. Cependant, le groupe a aussi fait appel à des rappeurs du pays où les concerts avaient lieu : ainsi en 2001, c’est un comité de rap japonais qui assura les parties rappées de la chanson au Japon.
Le clip de la chanson représente des gorilles qui sortent de tombes, et effectuent la chorégraphie de la chanson Thriller de Michael Jackson.
En 2023, Damon Albarn révèle qu'il a composé la chanson avec le preset rock d'un Suzuki Omnichord.

## Utilisation dans la culture populaire
- La chanson apparaît dans des épisodes de nombreuses séries télévisées comme Daria, Smallville, Angel, La Loi de Murphy, Dark Angel ou encore Walker, Texas Ranger.
- Elle sert également de générique au film Fair Game de Doug Liman, sorti en 2010.
- Luke Ski a enregistré une parodie intitulée Jon Archer, en référence au personnage Jonathan Archer dans la série télévisée Star Trek: Enterprise.
- La chanson apparaît dans le jeu vidéo NBA 2K14.
- En 2013, la chanson est présente dans une scène de Malavita de Luc Besson.
- En 2014, la chanson est présente dans la dernière scène de l'épisode 18 de la série américaine Scorpion.
- En 2016, elle est interprétée par des personnages dans le film d'animation Les Trolls.

## Liste des titres
- CD single

1. Clint Eastwood
2. Clint Eastwood (Ed Case & Sweetie Irie refix)
3. Dracula
4. Clint Eastwood (vidéo)

- Vinyle 12″

1. Clint Eastwood
2. Clint Eastwood (Ed Case refix edit)
3. Clint Eastwood (Phi Life Cypher remix)

- Cassette

1. Clint Eastwood
2. Clint Eastwood (Ed Case & Sweetie Irie refix)
3. Dracula

## Classements
| Classement (2001)                       | Meilleure position |
| --------------------------------------- | ------------------ |
| Allemagne (Media Control AG)            | 2                  |
| Australie (ARIA)                        | 17                 |
| Autriche (Ö3 Austria Top 40)            | 2                  |
| Belgique (Flandre Ultratop 50 Singles)  | 21                 |
| Belgique (Wallonie Ultratop 50 Singles) | 11                 |
| Danemark (Tracklisten)                  | 16                 |
| Écosse (OCC)                            | 4                  |
| États-Unis (Billboard Hot 100)          | 57                 |
| États-Unis (Alternative Songs)          | 3                  |
| États-Unis (Top 40 Mainstream)          | 32                 |
| Europe (Eurochart Hot 100)              | 5                  |
| France (SNEP)                           | 17                 |
| Irlande (IRMA)                          | 5                  |
| Italie (FIMI)                           | 1                  |
| Norvège (VG-lista)                      | 13                 |
| Nouvelle-Zélande (RMNZ)                 | 12                 |
| Pays-Bas (Nederlandse Top 40)           | 27                 |
| Pays-Bas (Single Top 100)               | 26                 |
| Pologne (Classements Singles)           | 10                 |
| Royaume-Uni (UK Singles Chart)          | 4                  |
| Suède (Sverigetopplistan)               | 7                  |
| Suisse (Schweizer Hitparade)            | 3                  |

| Classement (2001)               | Position |
| ------------------------------- | -------- |
| Australie (ARIA)                | 74       |
| Autriche (Ö3 Austria Top 40)    | 15       |
| Belgique (Wallonie Ultratop 40) | 45       |
| France (SNEP)                   | 47       |
| Italie (FIMI)                   | 14       |
| Royaume-Uni (UK Singles Chart)  | 12       |
| Suisse (Schweizer Hitparade)    | 18       |

| Pays              | Certification | Date              | Ventes  |
| ----------------- | ------------- | ----------------- | ------- |
| Allemagne (BVMI)  | Or            | 2001              | 250 000 |
| Australie (ARIA)  | Or            | 2001              | 35 000  |
| Autriche (IFPI)   | Or            | 27 juillet 2001   | 15 000  |
| France (SNEP)     | Or            | 2001              | 250 000 |
| Royaume-Uni (BPI) | Platine       | 25 septembre 2015 | 600 000 |
| Suisse (IFPI)     | Or            | 2001              | 25 000  |